# نظام آي بي إم 370
نظام آي بي إم 370 ( S/370 ) هو سلسلة من الحواسيب المركزية من IBM التي أعلنت عنها شركة IBM في 30 يونيو 1970، خلفاً لعائلة System/360 . وقد حافظت هذه السلسلة بشكل أساسي. على التوافق مع الإصدارات السابقة من S/360، مما يسمح بمسار انتقال سهل للعملاء؛ هذا بالإضافة إلى الأداء المحسن، كانت الموضوعات السائدة في إعلان المنتج.
اختلفت أنظمة 370 المبكرة عن أنظمة 360 بشكل كبير في تصميم دوائرها الداخلية، حيث تحولت من استخدام الدوائر المتكاملة الهجينة بتقنية المنطق الصلب (SLT) التي تعتمد على ترانزستورات منفصلة، إلى استخدام دوائر متكاملة متجانسة أكثر تطوراً تحتوي على عدة ترانزستورات لكل شريحة. وقد أشارت IBM إلى هذه التقنية الأخيرة باسم تقنية النظام المتجانس (Monolithic System Technology)، أو MST.
سمحت التغليف ذات الكثافة العالية بتضمين العديد من الميزات الاختيارية سابقًا من خط 360 كميزات قياسية للآلات، مثل دعم النقطة العائمة على سبيل المثال. أضافت 370 أيضًا عددًا صغيرًا من التعليمات الجديدة.
في وقت تقديمه، أصبح تطوير أنظمة الذاكرة الافتراضية موضوعًا رئيسيًا في سوق الكمبيوتر، وكان يُعتبر 370 مثيرًا للجدل إلى حد كبير لأنه يفتقر إلى هذه الميزة. تم معالجة هذه المشكلة في عام 1972 باستخدام نظام System/370 Advanced Function وأجهزة ترجمة العناوين الديناميكية (DAT) المرتبطة به. على مدار عمر الخط، أُجريت إضافات أصغر حجماً بشكل مستمر، مما أدى إلى ظهور العديد من النماذج التي كانت تُعرف عادةً برقم المعالج. وكان من بين الإضافات الرئيسية الأخيرة للخط في عام 1988 ملحقات ESA/370 التي مكنت الجهاز من امتلاك مساحات عناوين افتراضية متعددة والتبديل بينها بسهولة.
على مدار عمر الخط، أُجريت إضافات أصغر حجماً بشكل مستمر، مما أدى إلى ظهور العديد من النماذج التي كانت تُعرف عادةً برقم المعالج. وكان من بين الإضافات الرئيسية الأخيرة للخط في عام 1988 ملحقات ESA/370 التي مكنت الجهاز من امتلاك مساحات عناوين افتراضية متعددة والتبديل بينها بسهولة.[انحياز]

## تطور
أُعلن عن خط System/370 الأصلي في 30 يونيو 1970، وكان من المقرر أن تبدأ أولى عمليات شحن الطرازين 155و 165 للعملاء في فبراير وأبريل من عام 1971 على التوالي. تم شحن الطائرة 155 لأول مرة في يناير 1971.     
وفقًا للإصدار الحادي عشر من مبادئ تشغيل نظام/370 ، فإن الميزات التالية كانت إما اختيارية في نظام S/360 وأصبحت قياسية في نظام S/370، أو تم تقديمها مع نظام S/370 نفسه، أو أُضيفت إليه لاحقًا بعد الإعلان عنه.
- التفرع والحفظ
- معالجة البيانات غير المباشرة للقناة
- تبديل مجموعة القنوات
- مسح الإدخال/الإخراج
- أمر إعادة المحاولة
- مجموعة التعليمات التجارية [ب]
- المبادلة الشرطية
- مُقارنة مؤقت وساعة وحدة المعالجة المركزية
- مساحة العنوان المزدوجة (DAS)
- نقطة عائمة ذات دقة ممتدة [ج]
- العنونة الحقيقية الممتدة
- الإشارات الخارجية
- الإصدار السريع
- النقطة العائمة [ ب ]
- جهاز التوقف
- تسجيل الخروج الموسع للإدخال/الإخراج
- تسجيل الخروج من القناة المحدودة
- التحرك العكسي [د]
- تعدد المعالجة [ه]
- التعامل مع مفتاح PSW
- ملحقات الاسترداد
- حماية القطاعات
- إشارة الخدمة
- بدء تشغيل قائمة انتظار الإدخال/الإخراج السريعة [10] (SIOF)
- ملحقات تعليمات مفتاح التخزين
- كتلة مفتاح التخزين بحجم 4 كيلو بايت
- تعليق واستئناف
- كتلة الاختبار
- الترجمة [و]
- متجه [ز]
- 31 بت IDAWs

### النماذج الأولية
عندما تم تقديم أول أجهزة نظام /370،طراز 155 وطراز 165 ، تم وصف بنية نظام /370 بأنها امتداد وليس إعادة تصميم،استندت بنية نظام /370 إلى بنية نظام /360 الخاصة بشركة IBM والتي تم تقديمها في عام 1964. وقد تضمنت بنية نظام /370 عددًا قليلاً من التغييرات على بنية نظام /360، وشملت هذه التغييرات ما يلي: 
- 13 تعليمات جديدة من بينها

- تحرك طويلًا ( MVCL )؛ 
- مقارنة منطقية طويلة ( CLCL )؛ 

وبالتالي السماح بالعمليات على ما يصل إلى 2 ^ 24-1 بايت (16 ميجا بايت)، مقابل حدود 256 بايت على MVC وCLC 360؛ 
- SHIFT AND ROUND DECIMAL ( SRP )،  الذي يضرب أو يقسم قيمة عشرية مضغوطة بقوة 10، وتقريب النتيجة عند القسمة؛

- حسابية اختيارية ذات فاصلة عائمة ( سداسية عشرية ) مكونة من 128 بت، تم تقديمها في نموذج System/360 رقم 85 [18][19]
- ساعة جديدة عالية الدقة لعرض الوقت من اليوم [20]
- تم تقديم الدعم لقناة المضاعف الكتلي [21] في نموذج System/360 85.[22]
- تم تصميم كافة ميزات المحاكي لتعمل تحت سيطرة أنظمة التشغيل القياسية. قامت شركة IBM بتوثيق برامج محاكي S/370 باعتبارها محاكيات متكاملة.

تميزت هذه النماذج بذاكرة أساسية ولم تدعم للتخزين الافتراضي لافتقارها إلى وحدة صندوق DAT (ترجمة العناوين الديناميكية) (ترجمة العناوين الديناميكية).

### تكنولوجيا المنطق
استخدمت جميع نماذج نظام/370 الدوائر المتكاملة المتجانسة التي أنتجتها شركة IBM تحت اسم MST (تكنولوجيا النظام المتجانس)، مما يصنفها ضمن أجهزة الكمبيوتر من الجيل الثالث. قدمت تقنية MST لنظام/370 كثافة دائرة أكبر بأربعة إلى ثمانية أضعاف وموثوقية أكبر بعشرة أضعاف مقارنة بتقنية SLT من الجيل الثاني السابقة لنظام/360. :440

### ذاكرة متجانسة
في 23 سبتمبر 1970، أعلنت IBM عن الطراز 145، وهو ثالث طرازات نظام/370، وكان الأول الذي يتميز بذاكرة رئيسية مصنوعة من أشباه الموصلات باستخدام دوائر متكاملة متجانسة، وكان من المقرر تسليمه في أواخر صيف عام 1971. وقد استخدمت جميع طرازات S/370 اللاحقة هذا النوع من الذاكرة.

### التخزين الظاهري
في عام ١٩٧٢، طرأ تغييرٌ جوهريٌّ على دعم التخزين الافتراضي مع إعلان IBM عن "الوظائف المتقدمة للنظام/٣٧٠". في البداية، اختارت IBM (وبشكلٍ مثيرٍ للجدل) استبعاد التخزين الافتراضي من سلسلة S/٣٧٠::479–484  وتضمن إعلان ٢ أغسطس ١٩٧٢ ما يلي:
- عنوان أجهزة نقل العنوان على جميع طرازات S/370 باستثناء الطرازين الأصليين 155 و165
- الطرازان الجديدان S/370 158 و168، مع أجهزة نقل العناوين
- أربعة أنظمة تشغيل جديدة: DOS/VS (DOS مع تخزين افتراضي)، OS/VS1 ( OS/360 MFT مع تخزين افتراضي)، OS/VS2 (OS/360 MVT مع تخزين افتراضي) الإصدار 1، المسمى SVS (تخزين افتراضي واحد)، والإصدار 2، المسمى MVS (تخزين افتراضي متعدد) وكان من المقرر أن يكون متاحًا بعد 20 شهرًا (في نهاية مارس 1974)، و VM/370 - نظام CP/CMS المعاد تنفيذه

في الواقع، كان التخزين الافتراضي متاحًا على أجهزة S/370 قبل هذا الإعلان.
- في يونيو 1971، على جهاز S/370-145 (كان لا بد من "تهريب" واحد منه إلى مركز كامبريدج العلمي لمنع أي شخص من ملاحظة وصول جهاز S/370 إلى ذلك المركز لتطوير الذاكرة الافتراضية – حيث كان هذا من شأنه أن يشير إلى أن جهاز S/370 على وشك تلقي تقنية نقل العناوين).[25] كان لدى S/370-145 ذاكرة ارتباطية [26][27] :CPU 117-CPU 129تم استخدامه بواسطة الكود المصغر لميزة توافق DOS منذ شحناته الأولى في يونيو 1971؛ [26] تم استخدام نفس الأجهزة بواسطة الكود المصغر لـ DAT.[27] :CPU 139على الرغم من أن شركة IBM اختارت استبعاد التخزين الافتراضي من إعلان S/370، فقد تمت إعادة النظر في هذا القرار أثناء استكمال هندسة 145، ويرجع ذلك جزئيًا إلى الخبرة في مجال الذاكرة الافتراضية في CSC وأماكن أخرى. لقد عملت بنية التعليمات البرمجية الدقيقة 145 على تبسيط إضافة التخزين الافتراضي، مما يسمح بوجود هذه الإمكانية في أوائل 145 دون التعديلات المكثفة للأجهزة المطلوبة في النماذج الأخرى. ومع ذلك، لم توثق شركة IBM قدرة التخزين الافتراضي لجهاز 145، ولم تشرح البتات ذات الصلة في سجلات التحكم وPSW التي تم عرضها على لوحة تحكم المشغل عند تحديدها باستخدام مفاتيح الأسطوانة. ومع ذلك، تم وضع علامات على أجزاء المرجع والتغيير الخاصة بمفاتيح حماية التخزين على الأسطوانات، وهو ما كان بمثابة دليل واضح لأي شخص عمل مع الإصدار 360/67 السابق. كان عملاء S/370-145 الحاليون سعداء عندما علموا أنهم لم يكونوا مضطرين إلى شراء ترقية للأجهزة من أجل تشغيل DOS/VS أو OS/VS1 (أو OS/VS2 Release 1 – وهو أمر ممكن، ولكن ليس شائعًا بسبب كمية التخزين الرئيسية المحدودة المتوفرة على S/370-145).بعد فترة وجيزة من إعلان 2 أغسطس 1972، تم الإعلان بصورة غير رسمية عن ترقيات صندوق DAT (أجهزة ترجمة العناوين) لجهازي S/370-155 وS/370-165، لكنها كانت متاحة للشراء فقط للعملاء الذين يمتلكون بالفعل الطراز 155 أو 165. . بعد التثبيت، أصبحت هذه النماذج تُعرف باسم S/370-155-II وS/370-165-II. أرادت شركة IBM من عملائها ترقية أنظمة 155 و165 الخاصة بهم إلى أنظمة S/370-158 و-168 المباعة على نطاق واسع.[28] كانت هذه الترقيات باهظة الثمن بشكل مدهش (200 ألف دولار و400 ألف دولار على التوالي)ونظراً لطول فترات الشحن بعد طلب العميل، لم تكن هذه [المنتجات/الترقيات/الأجهزة] شائعة بينهم. حيث استأجر غالبيتهم أنظمتهم عبر شركة تأجير تابعة لجهة خارجية.[29] وقد أدى هذا إلى وصف الطرازين الأصليين S/370-155 وS/370-165 بأنهما "مراسي قوارب". بحلول الوقت الذي استطاعت فيه IBM تسليم وتثبيت الترقية اللازمة لتشغيل OS/VS1 أو OS/VS2، لم تكن هذه الترقية فعالة من حيث التكلفة لمعظم العملاء. ونتيجة لذلك، ظل العديد منهم يستخدمون هذه الأجهزة بنظام ام في تي حتى انتهاء عقود الإيجار الخاصة بهم. ولم يكن من النادر أن تستمر هذه العقود لمدة أربع أو خمس أو حتى ست سنوات أخرى بالنسبة لبعض العملاء. وقد تبين أن هذه المدة الطويلة كانت عاملاً مهماً في التبني البطيء لنظام OS/VS2 MVS، ليس فقط من قبل العملاء بشكل عام، بل أيضاً بالنسبة للعديد من المواقع الداخلية لشركة ال بي ام.

### التحسينات اللاحقة
ركزت التغييرات المعمارية اللاحقة بشكل أساسي على توسيع الذاكرة (التخزين المركزي)، سواء الذاكرة الفعلية أو مساحة العناوين الافتراضية، وذلك لاستيعاب أحجام عمل أكبر وتلبية طلب العملاء على سعة تخزين أكبر.وكان هذا هو الاتجاه الحتمي حيث أدى قانون مور إلى تآكل تكلفة وحدة الذاكرة. كما هو الحال مع جميع عمليات تطوير الحاسبات المركزية لشركة IBM، كان الحفاظ على التوافق مع الإصدارات السابقة أمرًا بالغ الأهمية.[بحاجة لمصدر]
- مساعدة خاصة بنظام التشغيل، ودعم برنامج التحكم الموسع (ECPS). ميزات مرفقية وتوسعة موسعة لنظام التشغيل OS/VS1 وMVS [ح] وVM. [ط] يؤدي استغلال مستويات أنظمة التشغيل هذه، على سبيل المثال، MVS/System Extensions (MVS/SE)، إلى تقليل طول المسار لبعض الوظائف المتكررة.

- تتيح ميزة مساحة العنوان المزدوجة [30] (DAS) لبرنامج مميز نقل البيانات بين مساحتي عنوان دون الحاجة إلى تكلفة تخصيص مخزن مؤقت في وحدة تخزين مشتركة، ونقل البيانات إلى المخزن المؤقت، وجدولة SRB في مساحة عنوان الهدف، ونقل البيانات إلى وجهتها النهائية وتحرير المخزن المؤقت. قدمت شركة IBM نظام DAS في عام 1981 لمعالج 3033 ، ولكنها جعلته متاحًا فيما بعد لبعض معالجات 43xx، [31] و3031 و3032. استغل MVS/System Product (MVS/SP) الإصدار 1 نظام DAS إذا كان متاحًا.
- في أكتوبر 1981، أضافت معالجات 3033 و 3081 "عنونة حقيقية ممتدة"، مما سمح بعنونة 26 بت للتخزين المادي (ولكن مع ذلك فرض حدًا أقصى قدره 24 بت لأي مساحة عنوان فردية). ظهرت هذه الإمكانية لاحقًا في أنظمة أخرى، مثل 4381 و3090. [32]
- قدمت بنية System/370 الموسعة ( S/370-XA )، والتي كانت متاحة لأول مرة في أوائل عام 1983 على معالجات 3081 و3083، عددًا من التحسينات الرئيسية، بما في ذلك توسيع مساحات العناوين الافتراضية من 24 بت إلى 31 بت ، وتوسيع العناوين الحقيقية من 24 أو 26 بت إلى 31 بت، وإعادة تصميم كاملة لهندسة الإدخال/الإخراج.
- في فبراير 1988، أعلنت شركة IBM عن Enterprise Systems Architecture/370 ( ESA/370 ) للطرازين المحسنين ( E ) 3090 و4381. لقد أضافت ستة عشر سجل وصول مكون من 32 بت، وأوضاع عنونة أكثر، ومرافق مختلفة للعمل مع مساحات عناوين متعددة في وقت واحد.
- في 5 سبتمبر 1990، أعلنت شركة IBM عن Enterprise Systems Architecture/390 [33] ( ESA/390 )، المتوافق مع ESA/370.

### مساحة عنوان مزدوجة
في عام 1981، أضافت شركة آي بي إم (IBM) إلى نظامها /370 ميزة "مساحة العنوان المزدوجة". تتيح هذه الميزة للبرنامج إمكانية الوصول إلى مساحتي عنوان منفصلتين؛ حيث يُخزّن سجل التحكم 1 (Control Register 1 أو CR1) عنوان جدول مقاطع التخزين (Segment Table Origin أو STO) الخاص بمساحة العنوان الأساسية، بينما يحتوي سجل التحكم 7 (Control Register 7 أو CR7) على عنوان جدول مقاطع التخزين لمساحة العنوان الثانوية. يمكن للمعالج المركزي (CPU) العمل في أحد وضعين: وضع المساحة الأساسية، حيث تُجلَب التعليمات والبيانات من مساحة العنوان الأساسية، أو وضع المساحة الثانوية، حيث تُجلَب المعاملات التي عُرّفت عناوينها منطقيًا من مساحة العنوان الثانوية. ونظرًا لعدم تحديد مصدر جلب التعليمات بوضوح في وضع المساحة الثانوية، كان من الضروري تعيين الشيفرة في كلا مساحتي العنوان ضمن نفس نطاقات العناوين لضمان التشغيل الصحيح. يتيح النظام التبديل بين وضعي المساحة الأساسية والثانوية باستخدام تعليمة "SET ADDRESS SPACE CONTROL". بالإضافة إلى ذلك، توجد تعليمتان هما "MOVE TO PRIMARY" و "MOVE TO SECONDARY" تسمحان بنسخ نطاق من البايتات من منطقة عنوان في إحدى مساحتي العنوان إلى منطقة عنوان في المساحة الأخرى.
تُعرَّف مساحات العناوين بواسطة مُعرّف فريد يُعرف باسم رقم مساحة العنوان (Address Space Number أو ASN). يُستخدم رقم مساحة العنوان كفهرس في جدول ذي مستويين، صُمِّم تصميمه على نمط جدول الصفحات ثنائي المستوى. تحتوي مدخلات هذا الجدول على بتّ حضور يشير إلى ما إذا كانت مساحة العنوان مُتاحة، بالإضافة إلى حقول متنوعة تحدد الأذونات الممنوحة للوصول إلى تلك المساحة، وعنوان البداية وطول جدول مقاطع التخزين الخاص بمساحة العنوان، ومعلومات وصفية أخرى. تقوم تعليمة "SET SECONDARY ASN" بتعيين مساحة العنوان المُحددة بواسطة قيمة رقم مساحة العنوان (ASN) المُعطاة لتصبح مساحة العنوان الثانوية النشطة حاليًا.

### معالجة حقيقية موسعة
تحتوي بنية System/370 الأولية على حد أقصى يبلغ 24 بتًا للعناوين الفعلية، مما يحد من الذاكرة الفعلية إلى 16 ميجابايت. تحتوي مدخلات جدول الصفحات على 12 بتًا من عنوان إطار الصفحة مع صفحات بحجم 4 كيلوبايت، و13 بتًا من عنوان إطار الصفحة مع صفحات بحجم 2 كيلوبايت، لذا فإن الجمع بين عنوان إطار صفحة 12 بت وإزاحة 12 بت داخل الصفحة، أو عنوان إطار صفحة 13 بت وإزاحة 11 بت داخل الصفحة، ينتج عنه عنوان فعلي 24 بت.
عملت ميزة "العنونة الحقيقية الموسعة" (Extended Real Addressing) في نظام /370 على رفع هذا الحد إلى 26 بتًا، مما أدى إلى زيادة الحد الأقصى للذاكرة الفعلية القابلة للعنونة إلى 64 ميجابايت. لتحقيق هذا التوسع في عنونة إطار الصفحة للصفحات ذات حجم 4 كيلوبايت، استُخدمت بتّان كانتا محجوزتين سابقًا في مدخل جدول الصفحات. تجدر الإشارة إلى أن ميزة العنونة الحقيقية الموسعة لا تكون متاحة إلا عند تفعيل آلية ترجمة العناوين ومع استخدام صفحات بحجم 4 كيلوبايت تحديدًا.

## السلاسل والنماذج

### النماذج مرتبة حسب تاريخ تقديمها (جدول)
تجدر الملاحظة أيضًا إلى المصطلح الذي قد يُثير اللبس وهو "متوافق مع النظام/370"، والذي ظهر في وثائق شركة آي بي إم لوصف بعض منتجاتها. وخارج نطاق آي بي إم، شاع استخدام هذا المصطلح للإشارة إلى أنظمة حواسيب مُصنّعة من قبل شركات مثل أمدال (Amdahl Corporation) وهيتاشي (Hitachi) وغيرها، والتي كانت قادرة على تشغيل برامج نظام S/370 ذاتها. يُحتمل أن يكون اختيار آي بي إم لهذا المصطلح محاولة مقصودة لتجاهل وجود مصنّعي المعدات المتوافقة مع مكونات آي بي إم (Plug-Compatible Manufacturers أو PCMs)، وذلك نظرًا للمنافسة الشديدة التي كانوا يمثلونها لسيطرة آي بي إم على سوق الأجهزة.ممن الجدير بالذكر أيضًا وجود مصطلح قد يُعدّ مُربكًا وهو "متوافق مع النظام/370"، والذي ورد في وثائق شركة آي بي إم لوصف بعض منتجاتها. وخارج نطاق آي بي إم، كان هذا المصطلح شائع الاستخدام للإشارة إلى أنظمة حواسيب أنتجتها شركات مثل أمدال (Amdahl Corporation) وهيتاشي (Hitachi) وغيرها، والتي كانت قادرة على تشغيل برمجيات نظام S/370 نفسها. يُرجَّح أن يكون اختيار آي بي إم لهذا المصطلح بمثابة محاولة مُتعمَّدة لتجاهل وجود الشركات المُصنِّعة للمُعدّات المتوافقة مع مُكوّنات آي بي إم (Plug-Compatible Manufacturers أو PCMs)، وذلك نظرًا للمنافسة القوية التي كانت تُشكّلها هذه الشركات على هيمنة آي بي إم في سوق الأجهزة.

### النماذج المجمعة حسب رقم النموذج (مفصلة)
أطلقت شركة IBM اسم System/370 للإشارة إلى العروض الحادية عشر التالية (المكونة من ثلاثة أرقام):

#### نظام/370 موديل 115
أُعلن عن نظام IBM System/370 طراز 115 في الثالث عشر من مارس عام 1973 [1] ووُصف بأنه "نظام دخول إلى عائلة System/370 يُعدّ الأمثل لمستخدمي نظام الحوسبة نظام /3 و1130 من IBM ونماذج نظام /360 20 و 22 و 25 ."
تم تسليمه مع "حد أدنى من محركي أقراص IBM 3340 (المعلن عنهما حديثًا من IBM) متصلين مباشرة."[1] ويمكن توصيل ما يصل إلى أربعة محركات أقراص 3340.
كان من الممكن تهيئة وحدة المعالجة المركزية في نظام IBM System/370 طراز 115 بسعة ذاكرة رئيسية تبلغ إما 65,536 بايت (أي 64 كيلوبايت) أو 98,304 بايت (أي 96 كيلوبايت). كما أُتيحت وحدة مُحاكاة لنظام 360/20 كخيار إضافي.
أُوقف تسويق نظام IBM System/370 طراز 115 في التاسع من مارس عام 1981.

#### نظام/370 موديل 125
أُعلن عن نظام IBM System/370 طراز 125 في الرابع من أكتوبر عام 1972.
زُوِّد نظام IBM System/370 طراز 125 بوحدتين أو ثلاث أو أربع وحدات تخزين قرصية متصلة مباشرة من طراز IBM 3333، مما أتاح سعة تخزين "عبر الإنترنت" تصل إلى 400 مليون بايت.
تراوحت سعة الذاكرة الرئيسية في نظام IBM System/370 طراز 125 بين 98,304 بايت (أي 96 كيلوبايت) و 131,072 بايت (أي 128 كيلوبايت).
تراوحت سعة الذاكرة الرئيسية في نظام IBM System/370 طراز 125 بين 98,304 بايت (أي 96 كيلوبايت) و 131,072 بايت (أي 128 كيلوبايت).

#### نظام/370 موديل 135
أُعلن عن نظام IBM System/370 طراز 135 في الثامن من مارس عام 1971 . وشملت خيارات هذا الطراز أربعة أحجام رئيسية للذاكرة. بالإضافة إلى ذلك، قُدِّمت إمكانية محاكاة سلسلة حواسيب IBM 1400 (بما في ذلك طرازات 1401 و 1440 و 1460) كخيار متاح.
أتاحت "آلية القراءة الموجودة في وحدة التحكم الخاصة بالطراز 135" إمكانية إجراء تحديثات وإضافة مزايا جديدة إلى الشيفرة الدقيقة (microcode) الخاصة بهذا الطراز.
تم سحب 135 في 16 أكتوبر 1979.

#### نظام/370 موديل 138
أُعلن عن نظام IBM System/370 طراز 138 في الثلاثين من يونيو عام 1976، وقد زُوِّد بسعة ذاكرة رئيسية إما 524,288 بايت (أي 512 كيلوبايت) أو 1,048,576 بايت (أي 1 ميغابايت). وكانت السعة القصوى للذاكرة في الطراز 138 "تُعادل ضعف السعة القصوى للطراز 135"، كما أُشير إلى أن الطراز 135 "كان بالإمكان ترقيته ليُضاهي مستويات الأداء الداخلية للحاسوب الجديد في مواقع العملاء".
تم سحب 138 في 1 نوفمبر 1983.

#### نظام/370 موديل 145
أُعلن عن نظام IBM System/370 طراز 145 في الثالث والعشرين من سبتمبر عام 1970، وذلك بعد ثلاثة أشهر من إطلاق الطرازين 155 و 165. وبدأ شحن هذا الطراز للمرة الأولى في شهر يونيو من عام 1971.:643
يُعدّ الطراز 145 أول أنظمة System/370 الذي اعتمد على ذاكرة رئيسية أحادية، وقد قُدِّم بستة خيارات مختلفة لسعة الذاكرة. وكان جزء مُخصص من هذه الذاكرة الرئيسية، يُعرف باسم "وحدة تخزين التحكم القابلة لإعادة التحميل" (Reloadable Control Storage أو RCS)، يُحمّل من قرص مُهيأ مسبقًا يحتوي على شيفرة دقيقة (microcode) لتنفيذ وظائف أساسية مثل جميع التعليمات الضرورية، وقنوات الإدخال/الإخراج، بالإضافة إلى تعليمات اختيارية لتمكين النظام من محاكاة أجهزة IBM الأقدم.
تم سحب 145 في 16 أكتوبر 1979.

#### نظام/370 موديل 148
تشارك نظام IBM System/370 طراز 148 نفس تاريخي الإعلان عن إطلاقه وسحبه من السوق مع الطراز 138.
على غرار خيار الترقية المتاحة ميدانيًا للطراز 135، كان بالإمكان ترقية الطراز 370/145 في مواقع العملاء ليُضاهي مستوى أداء الطراز 148. وقد أُطلق على الأنظمة المطورة من الطرازين 135 و 145 اسمي "الطراز 135-3" و "الطراز 145-3" على التوالي.

#### نظام/370 موديل 155
أُعلن عن نظامي IBM System/370 طراز 155 وطراز 165 في الثلاثين من يونيو عام 1970، وقد كانا أول نظامين من سلسلة 370 يُكشف عنهما. ولم يكن أي من هذين الطرازين مزودًا بصندوق ترجمة العناوين الديناميكية (DAT)؛ بل كانا يعتمدان على نفس نظام التشغيل غير الداعم للذاكرة الافتراضية والمتوفر لنظام System/360. وبدأ شحن الطراز 155 للمرة الأولى في شهر يناير من عام 1971.:643
شملت الميزات المتوفرة إمكانية التوافق مع أنظمة OS/DOS (تشغيل برامج DOS/360 ضمن بيئة OS/360)، وأنظمة 1401/1440/1460  و 1410/7010 و 7070/7074، كما كانت البرامج الداعمة للمحاكاة المتكاملة قادرة على العمل بالتزامن مع أعباء العمل القياسية لنظام System/370.
في شهر أغسطس من عام 1972، أعلنت شركة آي بي إم عن إصدار نظام IBM System/370 طراز 155 II، والذي تضمن صندوق ترجمة العناوين الديناميكية (DAT) كميزة ترقية متاحة فقط في مواقع العملاء.
تم سحب كل من 155 و 165 في 23 ديسمبر 1977.

#### نظام/370 موديل 158
أُعلن عن نظامي IBM System/370 طراز 158 وطراز 370/168 في الثاني من أغسطس عام 1972.
وقد زُوِّدت هذه الأنظمة بأجهزة ترجمة العناوين الديناميكية (Dynamic Address Translation أو DAT)، والتي كانت تُعدّ متطلبًا أساسيًا لتشغيل أنظمة تشغيل الذاكرة الافتراضية الجديدة (مثل DOS/VS و OS/VS1 و OS/VS2).
توفر من هذا النظام نموذج مُتعدد المعالجات (Multiprocessor أو MP) مُقترنًا بإحكام، كما أُتيحت إمكانية ربط هذا النظام بشكل غير مُحكم بنظام آخر من سلسلة 360 أو 370 عبر مُحوِّل قناة إلى قناة اختياري.
تم سحب القرارين 158 و168 في 15 سبتمبر 1980.

#### نظام/370 موديل 165
وصفت شركة آي بي إم نظام IBM System/370 طراز 165 بأنه "الأكثر قوة" مقارنةً بنظام 370/155 الذي صُنِّف بأنه "متوسط الحجم". وقد بدأ شحن هذا الطراز للمرة الأولى في شهر أبريل من عام 1971.:643
اشتملت ميزات التوافق على إمكانية محاكاة أنظمة IBM من السلسلة 7000، وتحديدًا طرازات 7070/7074، و 7080، بالإضافة إلى سلسلة 709/7090/7094/7094 II.
يرى بعض المحللين أن استخدام نظام 360/85 للشيفرة الدقيقة (microcode) بدلاً من البرامج الثابتة (firmware) كان بمثابة مرحلة انتقالية أو جسر تكنولوجي نحو نظام 370/165.
في شهر أغسطس من عام 1972، أعلنت شركة آي بي إم عن إصدار نظام IBM System/370 طراز 165 II، والذي تضمن صندوق ترجمة العناوين الديناميكية (DAT) كميزة ترقية متاحة فقط في مواقع العملاء.
تم سحب 165 في 23 ديسمبر 1977.

#### نظام/370 موديل 168
ر زُوِّد نظام IBM System/370 طراز 168 بذاكرة رئيسية بسعة "تصل إلى ثمانية ميجابايت"، وهو ما يُعادل ضعف الحد الأقصى لسعة الذاكرة في نظام 370/158 البالغ أربعة ميجابايت.
وقد زُوِّدت هذه الأنظمة بأجهزة ترجمة العناوين الديناميكية (Dynamic Address Translation أو DAT)، والتي كانت تُعدّ متطلبًا أساسيًا لتشغيل أنظمة تشغيل الذاكرة الافتراضية الحديثة.
على الرغم من تصنيف نظام 370/168 بأنه النظام "الرائد" لشركة آي بي إم[1]، فقد أشار تقرير إخباري صدر عام 1975 إلى أن آي بي إم عززت قدرات نظام 370/168 مرة أخرى "في أعقاب التحدي الذي أطلقته شركة أمدال... وذلك بعد عشرة أشهر فقط من تقديم المعالج المحسن 168-3"[2].

#### نظام/370 موديل 195
أُعلن عن نظام IBM System/370 طراز 195 في الثلاثين من يونيو عام 1970، ووُصف في ذلك الوقت بأنه "أقوى نظام حوسبة من إنتاج IBM".
طُرح نظام 370/195 بعد حوالي أربعة عشر شهرًا من الإعلان عن سلفه المباشر، نظام 360/195. وقد أُوقف تسويق كلا الطرازين 195 في التاسع من فبراير عام 1977.

#### متوافق مع النظام/370
بدءًا من عام 1977، بدأت شركة IBM في تقديم أنظمة جديدة، باستخدام
الوصف ابتداءً من عام 1977، بدأت شركة آي بي إم في تقديم أنظمة جديدة مع استخدام وصف "عضو متوافق مع  عائلة نظام /370".
"عضو متوافق مع عائلة System/370."

##### آي بي إم 303X
أُعلن عن أول أنظمة IBM الأولية عالية الأداء، وهو نظام IBM 3033، في الخامس والعشرين من مارس عام 1977 ، وبدأ تسليمه في شهر مارس من العام التالي. وفي نفس الوقت، أُعلن عن إصدار مُتعدد المعالجات من نظام 3033. وقد وصفته شركة آي بي إم بأنه "الحاسوب المركزي الكبير".
أشارت شركة آي بي إم، عند استعراضها لنظام 3033، إلى أنه "عند طرحه في الأسواق في الخامس والعشرين من مارس عام 1977، تجاوز نظام 3033 سرعة التشغيل الداخلية لنظام الشركة الرائد السابق System/370 طراز 168-3...".
أُعلن عن نظامي IBM 3031 و IBM 3032 في السابع من أكتوبر عام 1977، وقد أُوقف تسويقهما في الثامن من فبراير عام 1985 .

##### آي بي إم 308X
أنظمة تتكون السلسلة التالية من الأجهزة المتطورة، أنظمة 308اكس من ال بي ام، من ثلاثة أنظمة رئيسية:
- كان الطراز 3081 [57] (الذي تم الإعلان عنه في 12 نوفمبر 1980) يحتوي على وحدتي معالجة مركزية
- كان الطراز 3083 [58] (الذي تم الإعلان عنه في 31 مارس 1982) يحتوي على وحدة معالجة مركزية واحدة
- كان لدى 3084 [59] (أُعلن عنه في 3 سبتمبر 1982) 4 وحدات معالجة مركزية

على الرغم من التسميات الرقمية، كان نظام 3083 هو الأقل قوة ضمن هذه السلسلة، إلا أنه كان قابلاً للترقية ميدانيًا ليُضاهي قدرات نظام 3081 ؛ بينما صُنِّف نظام 3084 بأنه الأقوى في هذه المجموعة.
.
قدمت هذه النماذج إمكانية معالجة 31 بت في بنية IBM الموسعة [65] ومجموعة من برامج MVS/Extended Architecture (MVS/XA) المتوافقة  مع الإصدارات السابقة والتي حلت محل المنتجات السابقة وجزء من OS/VS2 R3.8:
| رقم      | اسم                                                         |
| -------- | ----------------------------------------------------------- |
| 565–279  | منتج نظام/طريقة الوصول إلى الاتصالات الأساسية (BTAM/SP)     |
| 5668–978 | طريقة الوصول إلى الرسومات/منتج النظام (GAM/SP)              |
| 5740-XC6 | منتج نظام MVS - JES2 الإصدار 2                              |
| 5685–291 | منتج نظام MVS - JES3 الإصدار 2                              |
| 5665–293 | امتدادات TSO (TSO/E) لـ MVS/XA                              |
| 5665–284 | MVS/منتج مرفق بيانات البنية التحتية الممتدة (DFP) الإصدار 1 |

أُوقف تسويق جميع أنظمة سلسلة 308x الثلاثة في الرابع من أغسطس عام 1987.
.

##### آي بي إم 3090
بدأت السلسلة التالية من الأجهزة المتطورة، وهي IBM 3090، بطرازي 200 و 400 . وقد أُعلن عنهما في الثاني عشر من فبراير عام 1985، حيث زُوِّد الطراز 200 بوحده معالجة مركزية، بينما احتوى الطراز 400 على أربع وحدات معالجة مركزية. ولاحقًا، أعلنت شركة آي بي إم عن طرازات أخرى هي 120 و 150 و 180 و 300 و 500 و 600، والتي تميزت بسعات معالجة متدرجة بين المنخفضة والمتوسطة والعالية؛ ويشير الرقم الأول من رقم الطراز إلى عدد وحدات المعالجة المركزية في النظام.
ابتداءً من نماذج E[1]، واستمرارًا بنماذج J و S،  قدمت شركة آي بي إم بنية أنظمة المؤسسات/370 (Enterprise Systems Architecture/370 أو ESA/370)[70]، ومدير موارد المعالج/مدير النظام (Processor Resource/System Manager أو PR/SM)، ومجموعة من برمجيات MVS/بنية أنظمة المؤسسات (MVS/Enterprise System Architecture أو MVS/ESA) المتوافقة مع الإصدارات السابقة لتحل محل المنتجات السابقة التالية:
| رقم      | اسم                                       |
| -------- | ----------------------------------------- |
| 5685–279 | بتام/إس بي                                |
| 5668–978 | GAM/SP 2.0                                |
| 5685–001 | MVS/System Product-JES2 الإصدار 3         |
| 5685–002 | MVS/System Product-JES3 الإصدار 3         |
| 5665–293 | ملحقات TSO (TSO/E) لـ MVS/XA              |
| 5685–285 | TSO/E الإصدار 1 الإصدار 4                 |
| 5685–025 | TSO/E الإصدار 2                           |
| 5665–284 | منتج مرفق بيانات MVS/XA (DFP) الإصدار 1   |
| 5665-XA2 | منتج مرفق بيانات MVS/XA (DFP) الإصدار 2.3 |
| 5665-XA3 | MVS/DFP الإصدار 3.1                       |

تزامن تقديم شركة آي بي إم لميزة تمديد مرفق المتجهات الاختياري (Vector Facility أو VF) لنظام 3090 مع فترة كانت فيها تقنيات معالجة المتجهات/المصفوفات مرتبطة بشكل وثيق بأسماء شركات رائدة في هذا المجال مثل كراي (كراي (شركة)) وكونترول داتا كوربوريشن (Control Dataكونترول داتا أو سي دي سي .
أُوقف تسويق الطرازين 200 و 400 في الخامس من مايو عام 1989.

##### آي بي إم 4300
كان أول زوج من معالجات IBM 4300 نظامين متوسطي ومنخفضي الأداء أُعلن عنهما في الثلاثين من يناير عام 1979  ووُصفا بأنهما "مدمجان ومتوافقان مع بنية System/370".
وقد تم سحب القرار 4331 في وقت لاحق في 18 نوفمبر 1981، والقرار 4341 في 11 فبراير 1986.
كانت النماذج الأخرى هي 4321،  و4361 و4381.
يحتوي 4361 على "إيقاف تشغيل قابل للبرمجة -- يتيح للمستخدم إيقاف تشغيل المعالج تحت التحكم في البرنامج"؛  "إيقاف تشغيل الوحدة" هو (أيضًا) جزء من قائمة ميزات 4381.
قدمت شركة آي بي إم مجموعة متنوعة من النماذج ضمن عائلة 4300[k]، بدءًا من الطراز الأساسي 4331 وصولًا إلى الطراز 4381، الذي وُصف بأنه "أحد أقوى وأكثر معالجات الأنظمة المتوسطة تنوعًا التي أنتجتها شركة آي بي إم على الإطلاق"[l].
زُوِّد نظام 4381 المجموعة الثالثة بوحدة معالجة مركزية ثنائية.

##### آي بي إم 9370
أُعلن عن هذا النظام ذي التكلفة المنخفضة في السابع من أكتوبر عام 1986 ، وذلك "لتلبية متطلبات الحوسبة لدى عملاء IBM الذين يُقدّرون التقارب مع بنية نظام/370" وكونه "صغيرًا وهادئًا بما يكفي للتشغيل في بيئة مكتبية".
كما أكدت شركة آي بي إم على اهتمامها بـ "أسعار البرامج الأساسية، والانخفاضات الكبيرة في متطلبات الدعم والتدريب، والتكاليف المنخفضة لاستهلاك الطاقة والصيانة."
بالإضافة إلى ذلك، أكدت الشركة على إدراكها لاحتياجات الشركات الصغيرة والمتوسطة الحجم فيما يتعلق بالقدرة على التوسع والاستجابة لـ "نمو متطلبات الحوسبة"، مضيفة أن "نظام IBM 9370 يتمتع بإمكانية توسيع سهلة من خلال إضافة مزايا ووحدات إضافية لاستيعاب متطلبات المعالجة والتخزين المتزايدة."
تزامن ذلك مع فترة كانت فيها شركة ديجيتال إكويبمنت كوربوريشن (Digital Equipment Corporation أو DEC) وأنظمة VAX الخاصة بها منافسًا قويًا في قطاعي العتاد والبرمجيات ؛ وقد تناقلت وسائل الإعلام في ذلك الوقت عبارة "قاتل VAX" المزعومة من شركة آي بي إم، وإن كانت تُبدي شكوكًا حيال ذلك في كثير من الأحيان.

### استنساخ
خلال حقبة نظام 360، تبنى عدد من الشركات المصنعة بالفعل مجموعة تعليمات IBM/360، وإلى حد ما، بنية 360. ومن بين أبرز هؤلاء المصنّعين: شركة يونيفاك (Univac) بسلسلة UNIVAC 9000، ووشركة راديو امريكا (RCA) بسلسلة RCA Spectra 70، وشركة إنجليش إلكتريك (English Electric) بنظام English Electric System 4، بالإضافة إلى سلسلة الحواسيب السوفيتية ESإي إس إي إم في. ومع ذلك، لم تكن هذه الأنظمة متوافقة تمامًا مع IBM/360، ولم يكن يُقصد لها أن تكون كذلك (باستثناء المساعي الروسية).
شهدت فترة السبعينيات من القرن الماضي تحولًا في هذا المشهد مع طرح نظام IBM/370 وتأسيس جين أمدال لشركته المستقلة. وفي نفس الحقبة الزمنية تقريبًا، بدأت الشركات اليابانية الكبرى في التوجه نحو سوق الحواسيب المركزية المربحة على الصعيدين المحلي والدولي. وقد ركز أحد التحالفات اليابانية جهوده على منافسة IBM بشكل مباشر، بينما وجه تحالفان آخران جهودهما نحو منافسة مجموعة BUNCH(المكونة من Burroughs و Univac و NCR و Control Data و Honeywell)، التي كانت بدورها منافسًا لشركة IBM. إلا أن هذه المساعي الأخيرة لم تُثمر، وفي نهاية المطاف تركزت جميع الجهود اليابانية على تطوير خطوط إنتاج حواسيب مركزية متوافقة مع منتجات IBM.
بعض استنساخات العصر تشمل:
{{قائمة أعمدة|* شركة أمدال سلسلة 470
- إي إس إي إم في
- فوجيتسو
- هيتاشي
- أنظمة كمبيوتر ماغنوسون
- ميتسوبيشي
- سيمنز
- شركة تو باي[82]

ميزة لتحسين الأداء لأنظمة التشغيل MVS/370
ECPS:VM 
ميزة لتحسين الأداء لأنظمة تشغيل VM
في المقابل، كانت تغييرات أخرى متوافقة فقط مع البرامج غير المميزة. ومع ذلك، كانت التغييرات المتعلقة بالبرامج المميزة محدودة النطاق وواضحة المعالم. ومن الأمثلة على ذلك:
ECPS:VSE 
ميزة لتحسين الأداء لنظام التشغيل DOS/VSE .
S/370-XA 
ميزة لتوفير واجهة إدخال/إخراج جديدة ودعم العنونة الافتراضية والفيزيائية ذات 31 بت
لقد أُولي اهتمام بالغ لضمان توافق التعديلات والإضافات اللاحقة على البنية المعمارية، على الأقل فيما يتعلق بالبرامج غير المصرح لها (غير المتحكمة). وتسبق هذه الفلسفة تعريف بنية S/370، حيث بدأت مع ظهور بنية S/360. فمن خلال الالتزام بقواعد محددة، يضمن البرنامج المصمم للعمل على هذه البنية تحقيق النتائج المتوقعة عند تشغيله على الأنظمة اللاحقة التي تعتمد على نفس البنية.
من الأمثلة التوضيحية على ذلك أن بنية S/370 تنص على أن البت رقم 32 في سجل حالة البرنامج (Program Status Word أو PSW) ذي 64 بت يجب أن يكون قيمته 0، وأن أي قيمة أخرى تؤدي إلى حدوث استثناء. لاحقًا، عند تعريف بنية S/370-XA، تم تحديد أن هذا البت يشير إلى ما إذا كان البرنامج يتوقع بنية عنوان 24 بت أو بنية عنوان 31 بت. ونتيجة لذلك، فإن غالبية البرامج المصممة للعمل على بنية 24 بت استمرت في العمل على أنظمة 31 بت. وبالمثل، تحتوي بنية z/Architecture ذات 64 بت على بت وضع إضافي مخصص لعناوين 64 بت، مما يضمن استمرار عمل هذه البرامج، بالإضافة إلى البرامج المصممة للعمل على بنية 31 بت، على أنظمة 64 بت.
على الرغم من ذلك، لم يكن من الممكن الحفاظ على التوافق التام لجميع الواجهات. وقد انصب التركيز بشكل أساسي على ضمان توافق البرامج غير المتحكمة، والتي يُطلق عليها اسم برامج حالة المشكلة. ونتيجة لذلك، كان من الضروري نقل أنظمة التشغيل إلى البنية الجديدة، وذلك لأن واجهات التحكم كانت قابلة لإعادة التعريف بطريقة غير متوافقة (وقد حدث ذلك بالفعل).  فعلى سبيل المثال، أُعيد تصميم واجهة الإدخال/الإخراج في بنية S/370-XA، مما أدى إلى عدم إمكانية استخدام برامج S/370 التي تُصدر عمليات الإدخال/الإخراج كما هي دون تعديل.

## بديل S/370
استبدلت شركة آي بي إم سلسلة حواسيب System/370 بسلسلة System/390 خلال فترة التسعينيات من القرن الماضي، وقامت في الوقت نفسه بتوسيع نطاق بنيتها من معمارية ESA/370 إلى معمارية ESA/390. وقد مثّل هذا التوسع تغييرًا معماريًا طفيفًا حافظ على التوافق مع الإصدارات السابقة.
في عام 2000، استُبدلت سلسلة System/390 بسلسلة zSeries (التي تُعرف حاليًا باسم IBM Z). وقد قدمت الأجهزة الرئيسية في سلسلة zSeries بنية z/Architecture ذات 64 بت، والتي تُعدّ أهم تحسين في التصميم المعماري منذ الانتقال إلى بنية 31 بت. [بحاجة لمصدر][بحاجة لمصدر] ومع ذلك، حافظت جميع هذه الأنظمة على توافق أساسي مع بنية S/360 الأصلية ومجموعة تعليماتها.

## جي اس اس ولينكس على S/370
امتلكت مجموعة مُجمِّعات جنو (GNU Compiler Collection أو GCC) في السابق واجهة خلفية تستهدف بنية S/370، إلا أن هذه الواجهة أصبحت مُتقادمة بمرور الوقت واستُبدلت في النهاية بواجهة خلفية تستهدف بنية S/390. وعلى الرغم من التشابه الكبير بين مجموعتي تعليمات S/370 و S/390 (واللتين حافظتا على ثباتهما بشكل أساسي منذ إطلاق S/360)، فقد أُهملت إمكانية تشغيل مُجمِّع GCC على الأنظمة القديمة. ويعمل مُجمِّع GCC حاليًا على الأجهزة التي تدعم مجموعة تعليمات الجيل الخامس الكاملة من نظام نظام /390 (G5)،  والتي تُعدّ المنصة العتادية للإصدار الأولي من نظام لينكس /390. ومع ذلك، يتوفر إصدار مستقل من مُجمِّع GCC 3.2.3 قادر على العمل مع بنية S/370، ويُعرف باسم GCCMVS.

## تطورات الإدخال/الإخراج

### تطور الإدخال/الإخراج من S/360 الأصلي إلى S/370
شكلت قناة مُضاعِف الكتلة (Block Multiplexer Channel)، التي كانت في السابق حكرًا على نظامي 360/85 و 360/195، جزءًا أساسيًا من البنية المعمارية لنظام System/370. ولأغراض التوافق مع الأنظمة الأقدم، كانت هذه القناة قادرة على العمل أيضًا كقناة اختيار (Selector Channel). وتوفرت قنوات مُضاعِف الكتلة بنسختين مختلفتين: نسخة ذات عرض نطاق ترددي يبلغ بايتًا واحدًا (بمعدل نقل بيانات 1.5 ميجابايت في الثانية)، ونسخة أخرى ذات عرض نطاق ترددي يبلغ بايتين (بمعدل نقل بيانات 3.0 ميجابايت في الثانية).
ملحوظات حول التغييرات:
- استخدام لغة رسمية: تم استخدام عبارات مثل "شكلت قناة مُضاعِف الكتلة (Block Multiplexer Channel)، التي كانت في السابق حكرًا على نظامي... جزءًا أساسيًا من البنية

### تطور الإدخال/الإخراج منذ الإصدار الأصلي S/370
ضمن إعلان ميزة ترجمة العناوين الديناميكية (DAT)، قامت شركة آي بي إم بتحديث قنوات الإدخال/الإخراج لتضمين قوائم عناوين البيانات غير المباشرة (Indirect Data Address Lists أو IDALs). وتُعدّ هذه القوائم شكلًا من أشكال وحدة إدارة ذاكرة الإدخال/الإخراج (I/O Memory Management Unit أو I/O MMU).
تميزت قنوات نقل البيانات في البداية بسرعة نقل قدرها 3.0 ميجابايت في الثانية عبر واجهة ذات عرض نطاق ترددي يبلغ بايتًا واحدًا، وقد رُقّيت لاحقًا لتصل سرعتها إلى 4.5 ميجابايت في الثانية.
تتيح آلية تبديل مجموعة القنوات لمعالج واحد ضمن نظام متعدد المعالجات إمكانية تولي أعباء عمليات الإدخال/الإخراج من معالج آخر في حال تعرضه لعطل أو إيقافه مؤقتًا لأغراض الصيانة.
أدخل نظام System/370-XA نظامًا فرعيًا للقنوات تولى مسؤولية تنفيذ عمليات انتظار الإدخال/الإخراج، وهي المهام التي كانت تتولاها أنظمة التشغيل سابقًا.
قدّم نظام/390 قناة ESCON، وهي قناة تسلسلية نصف مزدوجة الألياف الضوئية، بمسافة قصوى تبلغ 43 كيلومترًا. كانت تعمل في البداية بسرعة 10 ميجابايت/ثانية، ثم رُفعت لاحقًا إلى 17 ميجابايت/ثانية.
لاحقًا، تطورت تقنية FICON لتصبح قناة الحاسوب المركزي القياسية لشركة آي بي إم. ويُعدّ FICON اختصارًا لـ FIbre CONnection، وهو الاسم التجاري المملوك لشركة آي بي إم لبروتوكول FC-SB-3 (Single-Byte Command Code Sets-3) المحدد بواسطة معهد المعايير الوطني الأمريكي (ANSI) ضمن بروتوكول قناة الألياف الضوئية (Fibre Channel أو FC). يُستخدم FICON لربط البنية التحتية وبروتوكول كابلات القناة المستخدمة سابقًا في وحدات التحكم الخاصة بآي بي إم (سواء كانت ESCON أو الناقل المتوازي والعلامة) بخدمات وبنية قناة الألياف الضوئية القياسية، وذلك بمعدلات نقل بيانات تصل إلى 16 جيجابت في الثانية ولمسافات تصل إلى 100 كيلومتر. بالإضافة إلى ذلك، يسمح بروتوكول قناة الألياف الضوئية (Fibre Channel Protocol أو FCP) بتوصيل أجهزة SCSI باستخدام نفس البنية التحتية التي يستخدمها FICON.
ملحوظات حول التغييرات:
- استخدام لغة رسمية: تم استخدام عبارات مثل "لاحقًا، تطورت تقنية FICON لتصبح"، "يُعدّ FICON اختصارًا لـ"، "وهو الاسم التجاري المملوك لشركة آي بي إم لبروتوكول... المحدد بواسطة معهد المعايير الوطني الأمريكي (ANSI) ضمن بروتوكول قناة الألياف الضوئية (Fibre Channel أو FC)"، "يُستخدم FICON لربط البنية التحتية وبروتوكول كابلات القناة المستخدمة سابقًا في وحدات التحكم الخاصة بآي بي إم (سواء كانت ESCON أو الناقل المتوازي والعلامة) بخدمات وبنية قناة الألياف الضوئية القياسية، وذلك بمعدلات نقل بيانات تصل إلى... ولمسافات تصل إلى..."، "بالإضافة إلى ذلك، يسمح بروتوكول قناة الألياف الضوئية (Fibre Channel Protocol أو FCP) بتوصيل

## روابط خارجية
- محاكي Hercules System/370 تنفيذ برمجي لنظام IBM System/370